# Rosnay-l'Hôpital
Rosnay-l'Hôpital je francouzská obec v departementu Aube v regionu Grand Est. Žije zde 160 obyvatel.

## Geografie

### Sousední obce
| Růžice kompasu | Braux        | Yèvres-le-Petit  | Courcelles-sur-Voire | Růžice kompasu |
| Růžice kompasu | Bétignicourt | Sever            | Blignicourt          | Růžice kompasu |
| Růžice kompasu | Bétignicourt | Rosnay-l'Hôpital | Blignicourt          | Růžice kompasu |
| Růžice kompasu | Bétignicourt | Jih              | Blignicourt          | Růžice kompasu |
| Růžice kompasu | Lassicourt   |                  | Perthes-lès-Brienne  | Růžice kompasu |